# 六渡寺站
六渡寺站（日语：／ Rokudouji eki */?）是位於富山縣射水市庄西町，萬葉線的電車站。在實際上，此站為萬葉線系統中，高岡軌道線和新湊港線的分界點，當中中伏木方向為高岡軌道線，庄川口方向為新湊港線，不過現時電車所有班次均進行直通運輸。
在市面上的地圖中，車站名稱出現了不同的讀法，包括「ろくとうじ」、「ろくどじ」和「ろくとじ」等。而萬葉線株式會社在官方網站，站名牌和車內廣播中使用「ろくどうじ」讀法。

## 歷史
- 1933年12月25日：越中鐵道（日语：越中鉄道）射水線新伏木口站啟用。
- 1943年1月1日：越中鐵道合併至富山地方鐵道，成為富山地方鐵道射水線車站。
- 1951年4月1日：高岡軌道線此站至米島口停留場之間開通。在此之前車站名稱改為新湊站。
- 1959年4月1日：高岡軌道線轉讓給加越能鐵道。
- 1966年4月5日：隨著建設富山新港（日语：伏木富山港）築港工程，此站成為加越能鐵道新湊港線電車站。
- 1985年3月：車站改名為六渡寺站。
- 2002年4月1日：轉讓路線給萬葉線[2]。
- 2007年9月：重建站房。
- 2024年9月28日：可使用ICOCA及全國通用IC卡付款[3]。

## 電車站構造
電車站是地面車站，設有2面2線的相對式月台。站內設有高岡軌道線0公里里程牌。曾經此站設有砂漿建成的車站大樓，當時還有職員在內當值，後來於2007年9月重建站房。
曾經此站設有渡線連接國鐵新湊線，當時會調度貨運列車至該處。

## 電車站周邊
電車站位於國道415號較深入的地方。從國道前往車站途中經過木材場。周邊主要設施包括JFE物料總部。

## 相鄰電車站
萬葉線
■萬葉線（高岡軌道綫、新湊港綫直通）
中伏木－六渡寺－川口

## 外部連結
- 萬葉線六渡寺站上行 （页面存档备份，存于）及下行 （页面存档备份，存于）發車時間表